# Acetylowanie
Acetylowanie, acetylacja – reakcja chemiczna typu acylowania, polegająca na podstawieniu atomu wodoru w cząsteczce związku organicznego przez grupę acetylową. Zwykle acetylowaniu ulegają związki chemiczne zawierające ugrupowanie z labilnym atomem wodoru (np. –O–H, >N–H, –S–H).

Acetylowanie kwasu salicylowego do kwasu acetylosalicylowego (aspiryny) za pomocą bezwodnika octowego

## Przebieg acetylowania
Czynnikami acetylującymi są zazwyczaj kwas octowy (CH3COOH), bezwodnik octowy (CH3CO)2O lub chlorek acetylu (CH3COCl).
Przykłady
- w wyniku acetylowania alkoholi i fenoli powstają estry, np.:

C6H5OH + (CH3CO)2O → C6H5OCOCH3 + CH3COOH
- w wyniku acetylowania amin powstają amidy, np.:

C6H5CH2NH2 + CH3COCl → C6H5CH2NHCOCH3 + HCl

## Znaczenie i zastosowania
W syntezie organicznej acetylowanie służyć może do zabezpieczania grup funkcyjnych (np. OH lub NH2) przed niepożądanymi reakcjami podczas wykonywania kolejnych etapów danego procesu. Usunięcie grup acetylowych (odblokowanie) następuje w stosunkowo łagodnych warunkach, w reakcji hydrolizy (kwasowej lub zasadowej) lub amonoliza (reakcja z amoniakiem).

## Acetylacja białek
Acetylacja jest jedną z najważniejszych i najczęściej występujących modyfikacji potranslacyjnych białek (tj. histony, tubulina czy białko p53). Acetylacji ulegają głównie białka chromatyny oraz enzymy metaboliczne przez co modyfikacja ta reguluje ekspresję genów oraz metabolizm komórki (np. u Salmonella enterica 90% białek odpowiedzialnych za metabolizm jest acetylowanych).

## Przykładowe pochodne acetylowe
- kwas acetylosalicylowy (aspiryna)
- acetylomorfina (heroina)
- acetyloceluloza (octan celulozy)